# 尋找小魔女DoReMi
《尋找小魔女DoReMi》（日语：魔女見習いをさがして）是2020年日本動畫電影，改編自東堂泉旗下原創動畫《小魔女DoReMi》，為《小魔女DoReMi》20周年紀念作品。該片定於2020年11月13日在日本上映。

## 登場角色
| 角色       | 配音員                     | 配音員 | 配音員 | 配音員 |
| 角色       | 日本                       | 台灣   | 香港   |        |
| 新角色     | 新角色                     | 新角色 | 新角色 | 新角色 |
| ---------- | -------------------------- | ------ | ------ | ------ |
| 長瀨空     | 森川葵                     | 穆宣名 |        |        |
| 吉月美鈴   | 松井玲奈                   | 王貞令 |        |        |
| 川谷麗香   | 百田夏菜子 （桃色幸運草Z） | 張乃文 |        |        |
| 大宮龍一   | 三浦翔平                   | 歐祖豪 |        |        |
| 矢部隼人   | 石田彰                     | 于正昇 |        |        |
| 久保聖也   | 濱野謙太                   | 陳彥鈞 |        |        |
| 原作角色   |                            |        |        |        |
| 春風DoReMi | 千葉千惠巳                 | 楊凱凱 |        |        |
| 藤原羽月   | 秋谷智子                   | 謝佼娟 |        |        |
| 妹尾愛子   | 松岡由貴                   | 雷碧文 |        |        |
| 瀨川音符   | 宍戶留美                   | 王瑞芹 |        |        |
| 飛鳥桃子   | 宮原永海                   | 雷碧文 |        |        |
| 春風泡泡   | 石毛佐和                   | 雷碧文 |        |        |
| 魔女莉卡   | 永澤菜教                   | 王瑞芹 |        |        |

## 製作
《尋找小魔女DoReMi》由佐藤順一、鎌谷悠兩位導演聯合執導。佐藤是原作電視動畫《小魔女DoReMi》的導演之一。鎌谷是首次執導動畫電影。

### 製作人員
- 原作 - 東堂泉《小魔女DoReMi》
- 導演 - 佐藤順一、鎌谷悠
- 劇本 - 栗山綠
- 企劃 - 關弘美（日语：関弘美）
- 角色設計・總作畫監督 - 馬越嘉彥
- 作畫監督 - 中村章子（日语：中村章子）、佐藤雅將、馬場充子、石野聰（日语：石野聡）、西位輝實、浦上貴之
- 分鏡 - 佐藤順一、鎌谷悠、五十嵐卓哉、谷東
- 美術設計 - 田尻健一
- MAHO堂設計 - 行信三（日语：行信三）、
- 色彩設計 - 辻田邦夫（日语：辻田邦夫）
- 攝影監督 - 白鳥友和
- 編集 - 西山茂
- 錄音 - 川崎公敬
- 音響效果 - 石野貴久
- 音樂構成 - 水野沙耶香
- 主題曲 - MAHO堂
- 製作擔當 - 村上昌裕
- 動畫製作 - 東映動畫
- 製作 - 東映、東映動畫
- 發行商 - 東映

## 宣傳
2019年3月28日，在「AnimeJapan 2019」上宣佈《小魔女DoReMi》20周年記念作《尋找小魔女DoReMi》將於2020年上映。10月29日，在第32屆東京國際影展上宣佈電影將於2020年5月15日上映，而主角將會是「DoReMi世代」的三位女性。2020年2月28日，宣佈森川葵、松井玲奈和百田夏菜子加盟並聲演主角長瀨空、吉月美鈴和川谷麗香。3月11日，宣佈三浦翔平、石田彰和濱野謙太加盟並聲演大宮龍一、矢部隼人和久保聖也，而且是三浦和濱野首度挑戰聲優的長篇動畫。3月19日，宣佈因製作問題，電影將延期至2020年內上映。8月18日，宣佈新的上映日期定為11月13日，並發佈新預告影像。9月22日，宣佈電影將作為第33屆東京國際影展的特別招待作品。
文藝春秋配合電影上映，將於11月12日出版《小魔女DoReMi OFFICIAL CHARACTER BOOK DoReMi&音符大全》（おジャ魔女どれみ OFFICIAL CHARACTER BOOK どれみ＆おんぷ大全），由馬越嘉彥繪畫封面。

## 外部連結
- 官方网站 （日語）
- 互联网电影数据库（IMDb）上《尋找小魔女DoReMi》的资料（英文）
- 豆瓣电影上《尋找小魔女DoReMi》的資料 （简体中文）